# Rue de Montmorency
Rue de Montmorency (Montmorencyho ulice) je ulice v Paříži. Nachází se v historické čtvrti Marais ve 3. obvodu.

## Poloha
Ulice vede od křižovatky s Rue du Temple a končí u Rue Saint-Martin. Ulice je orientována od východu na západ.

## Historie
Ulice vznikla ve 13. století, kdy byly rozparcelovány pozemky kláštera Saint-Martin-des-Champs.
Své současné jméno nese ulice od roku 1768 a je pojmenována po významné šlechtické rodině Montmorency, která bydlela v jednom z paláců.
Úsek mezi ulicemi Rue Saint-Martin a Rue Beaubourg se už od 14. století nazýval Rue du Seigneur de Montmorency. Část mezi ulicemi Rue Beaubourg a Rue du Temple se už v roce 1328 nazývala Ruelle au Villain a později byla přejmenována na Rue Cour-au-Villain.
Během Velké francouzské revoluce byla Rue de Montmorency přejmenována na Rue de la Réunion a v roce 1806 se vrátila zpět ke svému původnímu názvu.

## Významné stavby
- Dům č. 5: městský palác hôtel Thiroux de Lailly, který do roku 1624 patřil rodině Montmorency. V letech 1651-1658 zde žili Nicolas Fouquet a jeho druhá žena Marie-Madeleine de Castille. Bydlel zde i spisovatel Théophile de Viau (1590-1626). V zahradě paláce se dochovala klasicistní fontána.
- dům č. 8: v letech 1676-1677 zde bydlela Marie de Sévigné
- dům č. 10: po druhé světové válce zde byla zřízená tiskárna La Ruche ouvrière, která vydávala anarchistickou literaturu ve španělštině, bulharštině, italštině, francouzštině a ruštině. Budovu zničil požár v roce 1980 a poté byla rekonstruována.
- dům č. 51: dům Nicolase Flamela z roku 1407 je nejstarším domem v Paříži.